# Monte Waialeale
El Monte Waiʻaleʻale (en hawaiano vɑiˈʔɐlɛˈʔɐlɛ), ubicado en el archipiélago de Hawái,  es un volcán en escudo y el segundo pico más alto de la isla de Kauaʻi con 1570 m (5.148 pies), luego del Monte Kawaikini con 1.598 m (5.243 pies) en el Pacífico Norte. Es uno de los lugares más lluviosos del mundo con un promedio de 11500 mm de agua caída desde 1912, además de un récord de 17300 mm de lluvia registrado en 1982.